# 이우재 (1934년)
이우재(李祐在, 1934년 5월 5일~2024년 7월 12일)는 대한민국의 군인 출신 정치인이다. 대한민국 육군 내 사조직인 하나회 회원이었다. 1980년 하나회가 주도한 국가보위비상대책위원회에 상임위원으로 포함되면서 제5공화국 창설 과정부터 참가했다. 민주정의당 비례대표로 제11대 국회의원으로 재직하던 중, 1981년 한국전기통신공사가 설립되자 초대 사장에 임명되었다.

## 학력
- 1953년 중동고등학교 졸업
- 1957년 6월 육군사관학교 13기 졸업
- 1960년 9월 미국 육군통신학교 수료
- 1968년 6월 육군대학교 졸업
- 1973년 7월 국방대학원 수료
- 1983년 2월 한양대학교 행정대학원 석사
- 1983년 8월 서울대학교 행정대학원 국가발전정책과정 수료

## 경력
- 1969년 11월~1970년 12월 사단 통신참모
- 1976년 3월~1977년 6월	군단 통신참모
- 1978년 5월~1979년 5월	통신단 단장
- 1980년 1월~1980년 5월	육군본부 통신차감(준장)
- 1980년 6월~1980년 10월 국보위 교체분과위원장
- 1980년 10월~1981년 3월 국보위 입법회의 의원(내무위원)
- 1981년 3월 육군 준장 예편
- 1981년 4월~1981년 11월 11대 국회의원(민정당, 전국구), 국회 교통체신위원회 위원
- 1981년 11월~1988년 12월 한국전기통신공사 초대 사장
- 1985년 1월~1989년 2월 대한사격연맹회 회장
- 1986년 9월~1997년 9월	국제사격연맹(UIT) 부회장
- 1987년 8월~1991년 9월 아시아사격연맹(ASC) 부회장
- 1989년 7월~1990년 12월 제38대 체신부 장관
- 1991년 2월~1994년 1월 한국전자통신연구소 고문
- 1993년 3월~2005년 2월 한국통신동우회 회장
- 2002년 6월 국제사격연맹 이사

## 상훈
- 1974년 10월 대통령표창
- 1978년 10월 보국훈장 삼일장
- 1980년 10월 보국훈장 국선장
- 1982년 7월 자이레 국가훈장
- 1986년 12월 체육훈장 맹호장
- 1987년 7월 국민훈장 모란장
- 1991년 1월 청조근정훈장

## 역대 선거 결과
| 실시년도 | 선거  | 대수 | 직책     | 선거구 | 정당       | 득표수      | 득표율         | 순위        | 당락 | 비고 |
| -------- | ----- | ---- | -------- | ------ | ---------- | ----------- | -------------- | ----------- | ---- | ---- |
| 1981년   | 총선  | 11대 | 국회의원 | 전국구 | 민주정의당 | 5,776,624표 | \| \| 35.6% \| | 전국구 19번 |      | 초선 |
|          | 35.6% |      |          |        |            |             |                |             |      |      |

## 가족 관계
- 배우자: 장지선(張志璇, 1941년 10월 5일~)	 	 
  - 딸: 이승연(李承姸, 1966년 4월 30일~)
    - 사위: 차상훈(車相勳, 1963년~)

  - 아들: 이종호(李鍾豪, 1967년 11월 13일~)
    - 며느리: 한현정(韓泫珽, 1971년 5월 24일~)
      - 손자: 이승수(李承洙, 1997년 7월 1일~)